# Апостол (Куфаллакис)
Митрополи́т Апостол (греч. Μητροπολίτης Απόστολος в миру Ева́нгелос Куфалла́кис греч. Ευάγγελος Κουφαλλάκης; род. 1969, Родос) — архиерей Константинопольской православной церкви, митрополит Нью-Джерсийский (с 2023)

## Биография
Окончил начальное образование на острове Родос. В 1990 году он был принят в духовную школу Патмоса, также известную как Патмиада, где впервые познакомился с православной византийской музыкой и гимнологией. 29 апреля 1993 года был пострижен в монашество в Святом монастыре Панагия Параметея с перечнем имени Апостол. 20 июня 1993 года был рукоположен в сан диакона своим духовным отцом, митрополитом Родосским Апостолом (Димелисом). Он служил в Родосской митрополии в качестве диакона при митрополите, а год спустя получил официальное звание архидиакона.
В октябре 1995 года сдал общие панэллинские экзамены и был принят в Университет Аристотеля в Салониках на специальность «Пастырское и социальное богословие». Во время своего богословского образования был рукоположен в сан священника 28 июля 1996 года и получил сан архимандрита от митрополита Родосского Апостолоса. В марте 2000 года получил степень магистра богословия (Master of Divinity), завершив своё богословское образование в Университете Аристотеля в Салониках.
11 октября 2001 года архимандрит Апостолос совершил поездку в Соединенные Штаты Америки с целью дальнейшего углубления и расширения своих знаний в области богословия. В следующем году архимандрит Апостол был принят в теологическую школу Бостонского университета на программу магистра священного богословия по специальности «Философия, теология и этика».
Во время учебы в аспирантуре в Бостоне митрополит Бостонский Мефодий (Турнас) назначил архимандрита Апостола приглашённым священником в Благовещенскую церковь в Броктоне, штат Массачусетс. Затем митрополит Мефодий назначил архимандрита Апостолоса настоятелем исторического прихода Святого Георгия в Саутбридже, штат Массачусетс. В сентябре 2003 года архимандрит Апостол был переведён в приход Святых Анаргеросов в Мальборо, штат Массачусетс, и служил там настоятелем. В феврале 2004 года архиепископ Американский Димитрий (Тракателлис) назначил архимандрита Апостола настоятелем исторического собора Святого Димитрия в Астории.
В мае 2004 года окончил обучение в аспирантуре со степенью магистра священного богословия (Master of Sacred Theology).
В ноябре 2004 года президент и члены Общества Патмоса назначили архимандрита Апостола почётным президентом. Четыре года спустя, 20 марта 2008 года, на праздновании Дня независимости Греции архиаандрит Апостолос получил Почётную грамоту от госпожи Хелен М. Маршалл, президента церкви Квинса, за его «глубокую преданность Греческой православной церкви и греко-американской общине». В марте 2009 года архиепископ Американский Димитрий (Тракателлис) назначил архимандрита Апостола директором Греческого культурного центра Американской архиепископии.
1 ноября 2011 года митрополитом Сан-Францисским Герасимом был избран протосинкеллом Сан-Францисской митрополии.
17 марта 2014 года на заседании Синода Архиепископии был избран для рукоположения в сан епископа Мидийского, викария Американской архиепископии, 1 декабря 2014 года избрание утверждено Синодом Константинопольского патриархата для рукоположения в сан.
20 декабря 2014 года в Соборе Святой Троицы на Манхэттене рукоположен в сан епископа Мидийского. Хиротонию совершили: архиепископ Нью-Йоркский Димитрий (Тракателлис), митрополит Чикагский Иаков (Гарматис), митрополит Бостонский Мефодий (Турнас), митрополит Детройсткий Николай (Писсарис), митрополит Питтсбургский Савва (Зембиллас), митропорлит Нью-Джерсийский Евангел (Курунис), митрополит Сан-Францисский Герасим (Михалеас), епископы Филофей (Карамицос), Анфим (Драконакис) и Севастиан (Скордаллос).
Епископу Апостолу было поручено спланировать и организовать службу интронизации и чествование нового архиепископа Американского Елпидифора (Ламбринидиса), которые состоялись 22 июня 2019 года. Ему также была доверена должность президента Комитета по планированию, который организовал первый монашеский синаксис, прошедший в Роско, штат Нью-Йорк, 21-22 сентября 2019 года. Кроме того, епископ Апостол был назначен архиепископом Американским Елпидифором президентом Координационного комитета Национальной греческой конференции по образованию, состоявшейся во Флашинге, штат Нью-Йорк, 9 ноября 2019 года. Епископ Апостолос имел особую привилегию организовать 45-й Национальный конгресс духовенства и мирян, состоявшийся 9-10 сентября 2020 года, в котором приняли участие более 1200 делегатов, больше, чем в любом другом Национальном конгрессе духовенства и мирян в истории Греческой православной архиепархии Америки.
3 февраля 2021 года архиепископ Американский Елпидифор поручил епископу Апостолу принять на себя литургические и пастырские обязанности и нужды Греческой православной митрополии Нью-Джерси.
24 июля 2023 года избран митрополитом Нью-Джерсийским.